# Monhystera tasmaniensis
Monhystera tasmaniensis är en rundmaskart som beskrevs av Allgen 1927. Monhystera tasmaniensis ingår i släktet Monhystera och familjen Monhysteridae. Inga underarter finns listade i Catalogue of Life.